# Електролітична чарунка
Еле́ктроліти́чна чару́нка (рос. электролитическая ячейка, англ. electrolytic cell) — електрохімічна чарунка, де електрична енергія перетворюється в хімічну. Реакція в такій чарунці викликається зовнішнім електричним струмом, а не відбувається самочинно. Загальна зміна вільної енергії для реакції в чарунці є позитивною. У такому пристрої електричний струм від зовнішнього джерела використовується для проведення окисно-відновних реакцій чи електрохімічних процесів.
Класичним прикладом електролітичної чарунки є Апарат Гофмана.